# Eutelsat Quantum
Eutelsat Quantum — первый в мире перепрограммируемый коммерческий спутник связи. Владельцем и оператором спутника является европейский оператор спутниковой связи Eutelsat.

## Назначение
Спутник Eutelsat Quantum предназначен для работы на геостационарной орбите и оказания услуг связи в Ku-диапазоне. Принципиальным отличием Eutelsat Quantum от ранее запускавшихся на ГСО коммерческих связных спутников является возможность программного управления зонами покрытия. Спутник имеет восемь антенн, для каждой из которых можно программно менять точку прицеливания и ширину диаграммы направленности